# Sepulcrum (Schaffhausen)

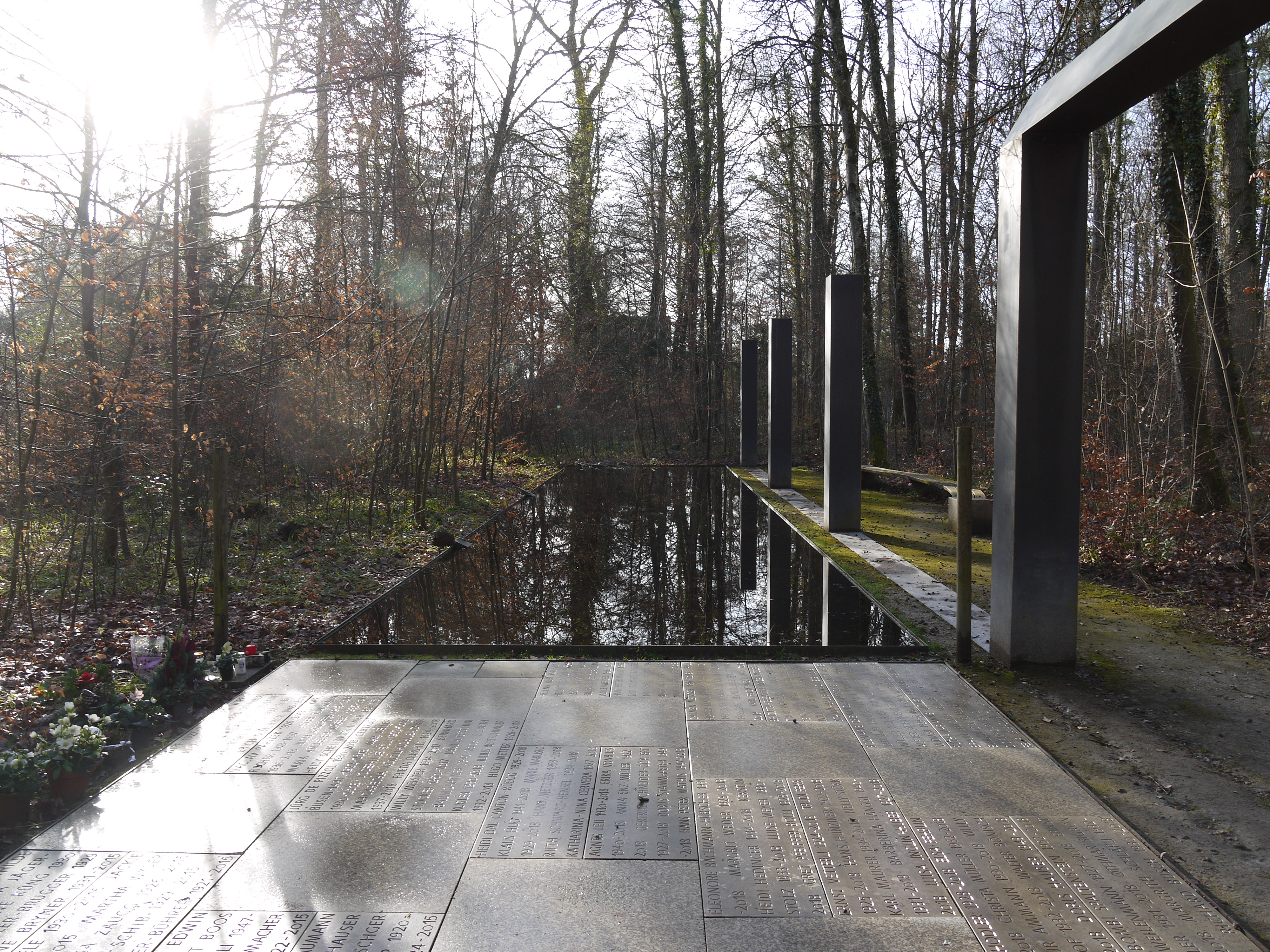
Urnengrabstätte Sepulcrum

Sepulcrum (deutsch Grab) ist eine Kunstinstallation des Schweizer Künstlerpaars Brigitte Stadler und Roland Gut und eine Urnengrabstätte. Sie steht im Waldfriedhof Schaffhausen und wurde 1989 errichtet.

## Beschreibung
Die Installation ist symmetrisch aufgebaut. Etwas zurückgesetzt links und rechts des Weges stehen sieben rund drei Meter hohe bronzene Säulen in einer Reihe. Vier davon sind oben mit Querbalken portalartig verbunden. Hinter diesen vier Säulen liegen Bodenplatten, welche die Namen und Lebensdaten der Verstorbenen zeigen. In der Fortsetzung der Bodenplatten entlang der Säulenreihe erstreckt sich eine rechteckige Wasserfläche, an deren Längsseite eine halbrunde Bank zur Andacht einlädt.

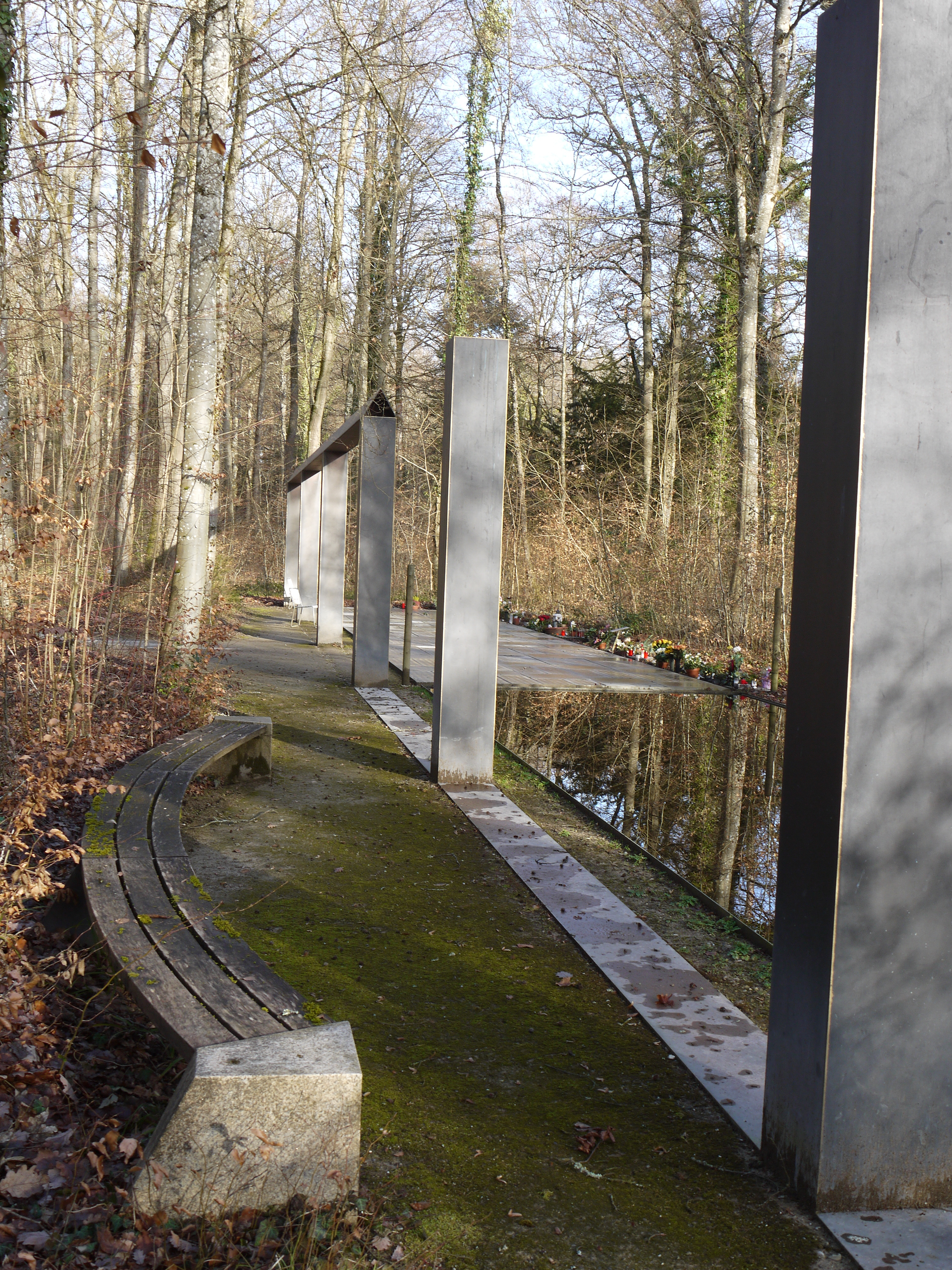
Bank mit Blick auf die Wasserfläche
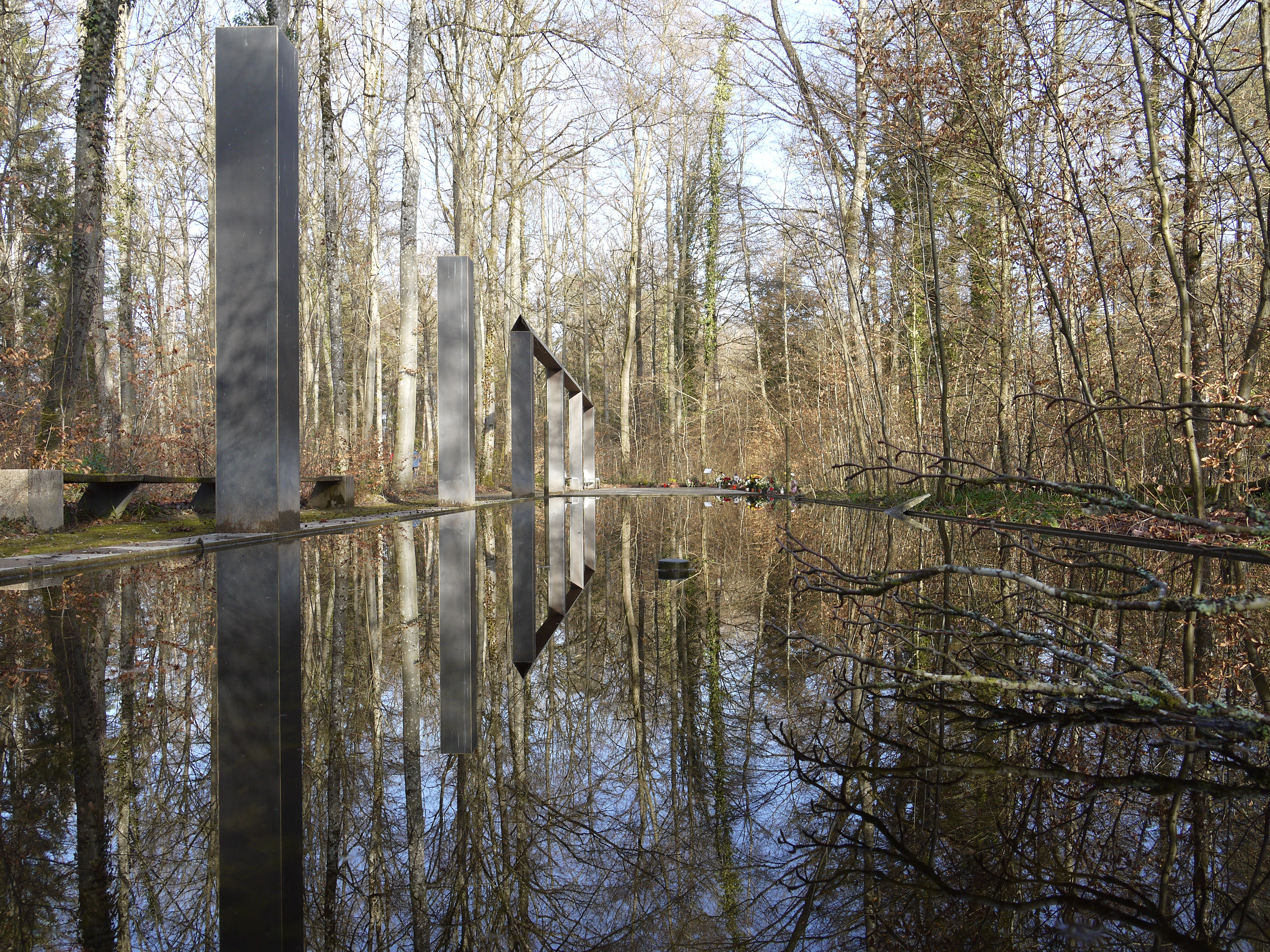
Blick über die Wasserfläche zu den Bodenplatten
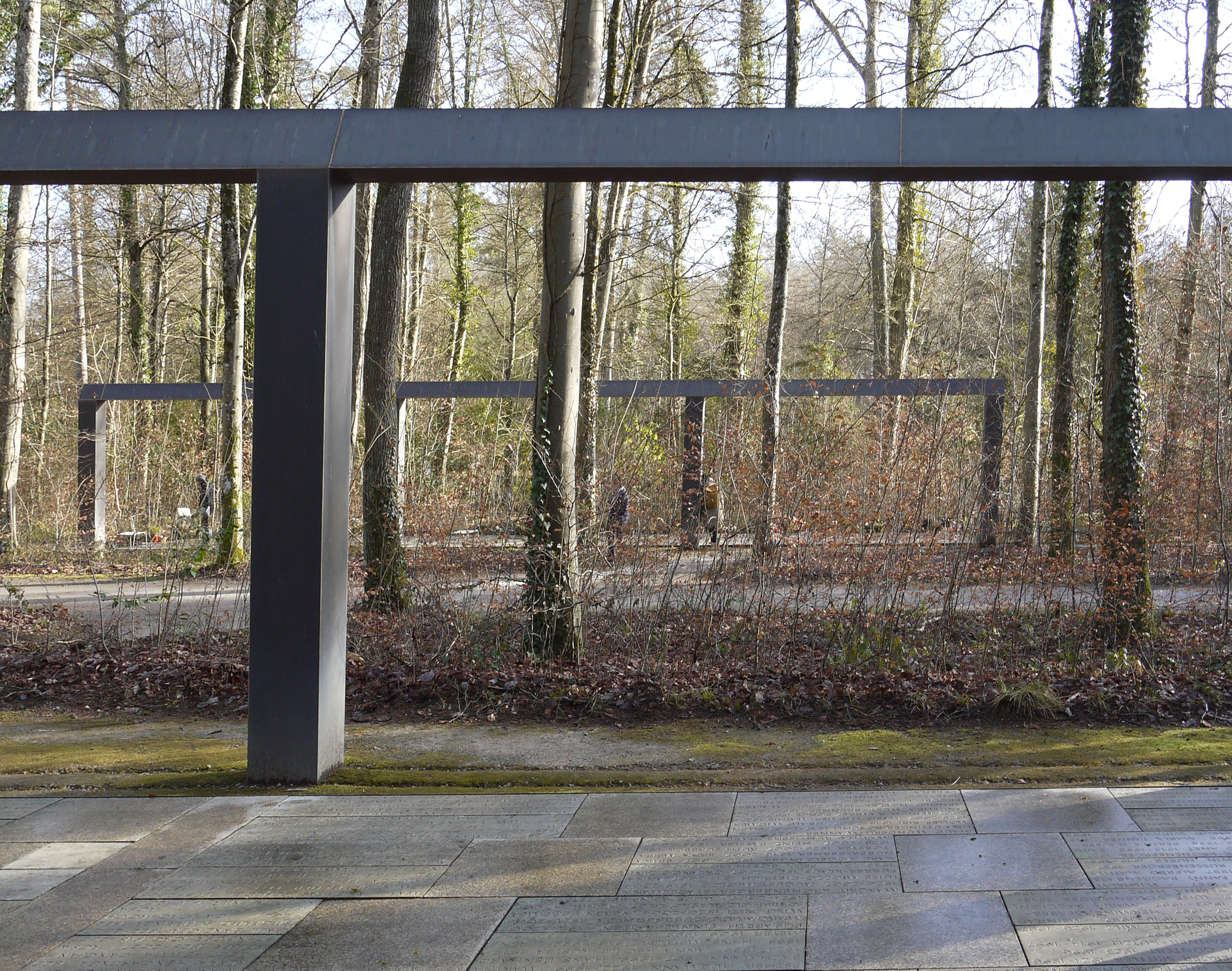
Blick zum zweiten Teil der Installation
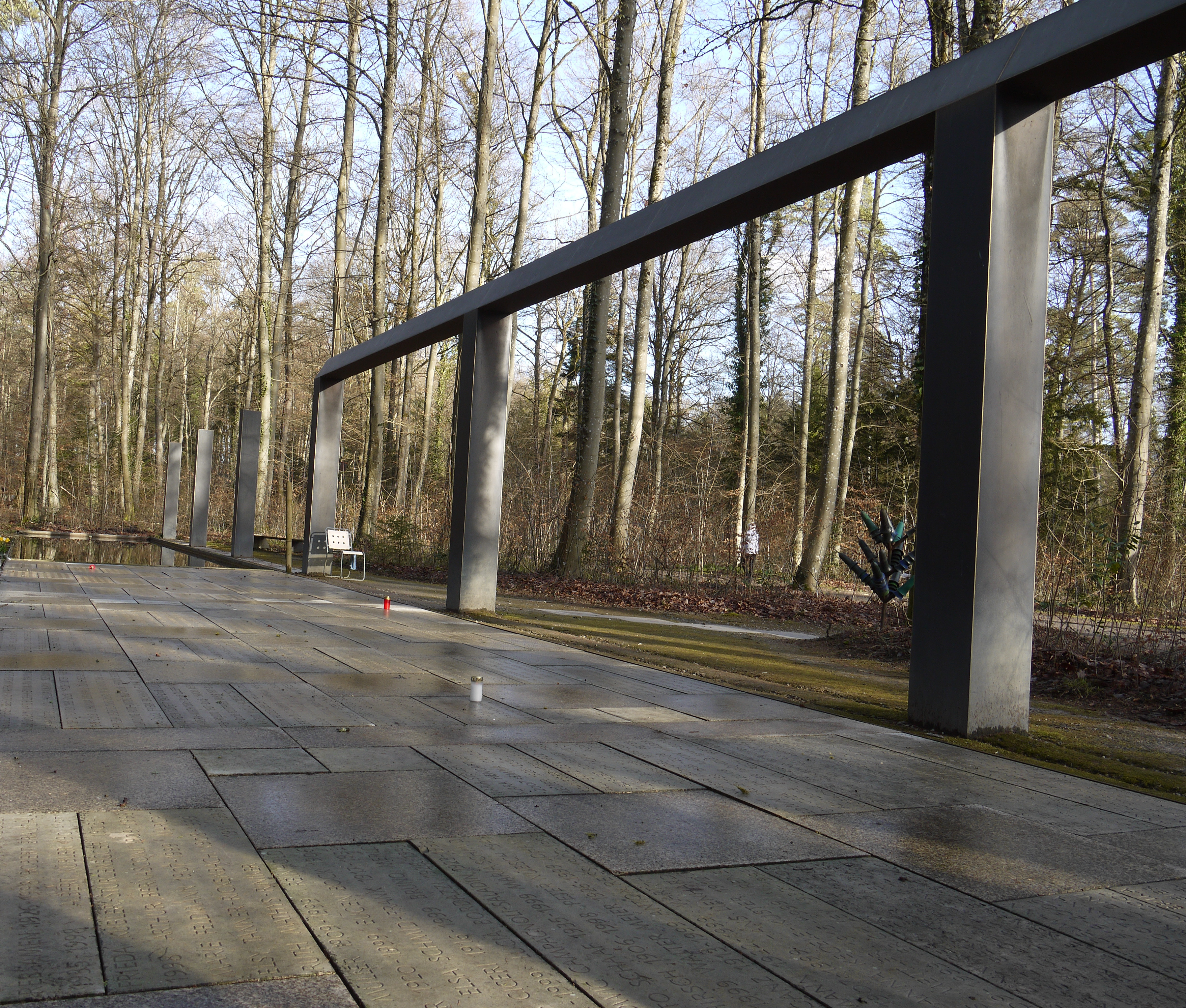
Säulenreihe mit Bodenplatten
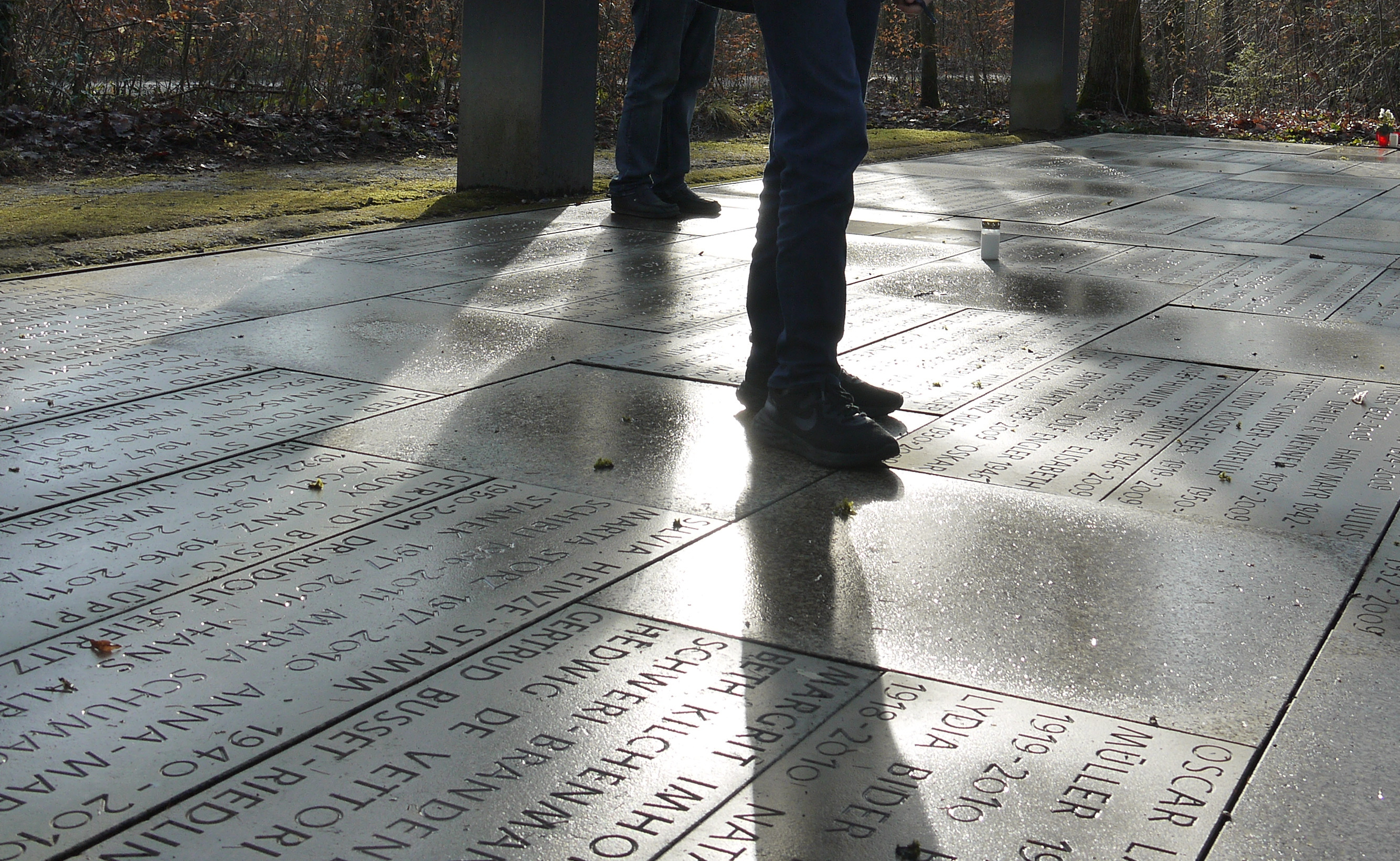
Detail der Bodenplatten mit Inschriften